# Temporada 1970-71 de los Milwaukee Bucks
La temporada 1970-71 fue la tercera de los Milwaukee Bucks en la NBA. La temporada regular acabó con 66 victorias y 16 derrotas, ocupando el primer puesto de la Conferencia Oeste, clasificándose para los playoffs, en los que se proclamaron Campeones de la NBA al derrotar en las Finales a los Baltimore Bullets.

## Elecciones en elDraft
| Ronda | Puesto | Jugador      | Posición | Nacionalidad   | Universidad         |
| ----- | ------ | ------------ | -------- | -------------- | ------------------- |
| 1     | 16     | Gary Freeman | Alero    | Estados Unidos | Oregon State        |
| 2     | 33     | Bill Zopf    | Base     | Estados Unidos | Duquesne            |
| 3     | 50     | Marv Winkler | Base     | Estados Unidos | Louisiana-Lafayette |
| 9     | 152    | Joe Hamilton | Base     | Estados Unidos | North Texas         |

## Temporada regular
| División Medio Oeste | División Medio Oeste | División Medio Oeste | División Medio Oeste | División Medio Oeste | División Medio Oeste | División Medio Oeste | División Medio Oeste | División Medio Oeste |
| Equipo               | G                    | P                    | %                    | PD                   | Casa                 | Fuera                | Neutral              | Div                  |
| -------------------- | -------------------- | -------------------- | -------------------- | -------------------- | -------------------- | -------------------- | -------------------- | -------------------- |
| y-Milwaukee Bucks    | 66                   | 16                   | .805                 | –                    | 34–2                 | 28–13                | 4–1                  | 14–4                 |
| x-Chicago Bulls      | 51                   | 31                   | .622                 | 15                   | 30–11                | 17–19                | 4–1                  | 7–11                 |
| Phoenix Suns         | 48                   | 34                   | .585                 | 18                   | 27–14                | 19–20                | 2–0                  | 9–9                  |
| Detroit Pistons      | 45                   | 37                   | .549                 | 21                   | 24–17                | 20–19                | 1–1                  | 6–12                 |

## Playoffs

### Semifinales de Conferencia
Milwaukee Bucks vs. San Francisco Warriors 
| Fecha       | Partido                                         | Ciudad        |
| ----------- | ----------------------------------------------- | ------------- |
| 27 de marzo | San Francisco Warriors 96, Milwaukee Bucks 107  | San Francisco |
| 29 de marzo | Milwaukee Bucks 104, San Francisco Warriors 90  | Milwaukee     |
| 30 de marzo | Milwaukee Bucks 114, San Francisco Warriors 102 | Milwaukee     |
| 1 de abril  | San Francisco Warriors 106, Milwaukee Bucks 104 | San Francisco |
| 3 de abril  | Milwaukee Bucks 136, San Francisco Warriors 86  | Milwaukee     |
|             | Milwaukee Bucks gana las series 4-1             |               |

### Finales de Conferencia
Milwaukee Bucks vs. Los Angeles Lakers
| Fecha       | Partido                                     | Ciudad      |
| ----------- | ------------------------------------------- | ----------- |
| 9 de abril  | Milwaukee Bucks 106, Los Angeles Lakers 85  | Milwaukee   |
| 11 de abril | Milwaukee Bucks 91, Los Angeles Lakers 73   | Milwaukee   |
| 14 de abril | Los Angeles Lakers 118, Milwaukee Bucks 107 | Los Ángeles |
| 16 de abril | Los Angeles Lakers 94, Milwaukee Bucks 117  | Los Ángeles |
| 18 de abril | Milwaukee Bucks 116, Los Angeles Lakers 98  | Milwaukee   |
|             | Milwaukee Bucks gana las series 4-1         |             |

### Finales de la NBA
Milwaukee Bucks vs. Baltimore Bullets
| Fecha       | Partido                                    | Ciudad    |
| ----------- | ------------------------------------------ | --------- |
| 21 de abril | Milwaukee Bucks 98, Baltimore Bullets 88   | Milwaukee |
| 25 de abril | Baltimore Bullets 83, Milwaukee Bucks 102  | Baltimore |
| 28 de abril | Milwaukee Bucks 107, Baltimore Bullets 99  | Milwaukee |
| 30 de abril | Baltimore Bullets 106, Milwaukee Bucks 118 | Baltimore |
|             | Milwaukee Bucks gana las finales 4-0       |           |

## Estadísticas
| Rk | Jugador         | Edad | P  | PT | MP   | TC   | TCI  | %TC  | TL  | TLI | %TL   | RB   | AS  | FP  | PTS  |
| -- | --------------- | ---- | -- | -- | ---- | ---- | ---- | ---- | --- | --- | ----- | ---- | --- | --- | ---- |
| 1  | Lew Alcindor    | 23   | 82 |    | 40.1 | 13.0 | 22.5 | .577 | 5.7 | 8.3 | .690  | 16.0 | 3.3 | 3.2 | 31.7 |
| 2  | Oscar Robertson | 32   | 81 |    | 39.4 | 7.3  | 14.7 | .496 | 4.8 | 5.6 | .850  | 5.7  | 8.2 | 2.5 | 19.4 |
| 3  | Bob Dandridge   | 23   | 79 |    | 36.2 | 7.5  | 14.8 | .509 | 3.3 | 4.8 | .702  | 8.0  | 3.5 | 3.6 | 18.4 |
| 4  | Jon McGlocklin  | 27   | 82 |    | 35.3 | 7.0  | 13.1 | .535 | 1.8 | 2.0 | .862  | 2.7  | 3.7 | 2.3 | 15.8 |
| 5  | Greg Smith      | 24   | 82 |    | 29.6 | 5.0  | 9.7  | .512 | 1.7 | 2.6 | .662  | 7.2  | 2.8 | 3.5 | 11.7 |
| 6  | Bob Boozer      | 33   | 80 |    | 22.2 | 3.6  | 8.1  | .450 | 1.9 | 2.3 | .818  | 5.4  | 1.6 | 2.7 | 9.1  |
| 7  | Bob Greacen     | 23   | 2  |    | 21.5 | 0.5  | 6.0  | .083 | 1.5 | 3.5 | .429  | 3.0  | 6.5 | 3.5 | 2.5  |
| 8  | Lucius Allen    | 23   | 61 |    | 19.0 | 2.9  | 6.5  | .447 | 1.3 | 1.8 | .700  | 2.5  | 2.6 | 1.8 | 7.1  |
| 9  | McCoy McLemore  | 28   | 28 |    | 14.8 | 1.8  | 4.8  | .368 | 1.2 | 1.5 | .829  | 3.8  | 1.1 | 2.4 | 4.7  |
| 10 | Jeff Webb       | 22   | 29 |    | 10.3 | 0.9  | 2.7  | .346 | 0.4 | 0.5 | .733  | 0.8  | 0.7 | 1.1 | 2.2  |
| 11 | Dick Cunningham | 24   | 76 |    | 8.9  | 1.1  | 2.6  | .415 | 0.5 | 0.8 | .661  | 3.4  | 0.6 | 1.2 | 2.6  |
| 12 | Gary Freeman    | 22   | 41 |    | 8.2  | 1.5  | 3.0  | .508 | 0.7 | 0.9 | .737  | 2.4  | 0.8 | 1.5 | 3.7  |
| 13 | Bill Zopf       | 22   | 53 |    | 7.5  | 0.9  | 2.5  | .363 | 0.4 | 0.7 | .556  | 0.9  | 1.4 | 0.6 | 2.2  |
| 14 | Marv Winkler    | 22   | 3  |    | 4.7  | 1.0  | 3.3  | .300 | 0.7 | 0.7 | 1.000 | 1.3  | 0.7 | 1.0 | 2.7  |

## Galardones y récords
| Jugador         | Galardón |
| Lew Alcindor    | MVP de la NBA MVP de las Finales de la NBA Mejor quinteto de la NBA 2.º Mejor quinteto defensivo de la NBA All-Star |
| Oscar Robertson | 2.º Mejor quinteto de la NBA All-Star                                                                               |